# 瑞兴站
瑞興站（朝鲜语：／ Sŏhŭng yŏk */?）是位于朝鮮民主主義人民共和國黄海北道瑞兴郡瑞興邑的一個鐵路車站。屬於平釜線。

## 邻近车站
平釜线
石峴站 - 瑞興站 - 物開站